# Juminda poolsaar

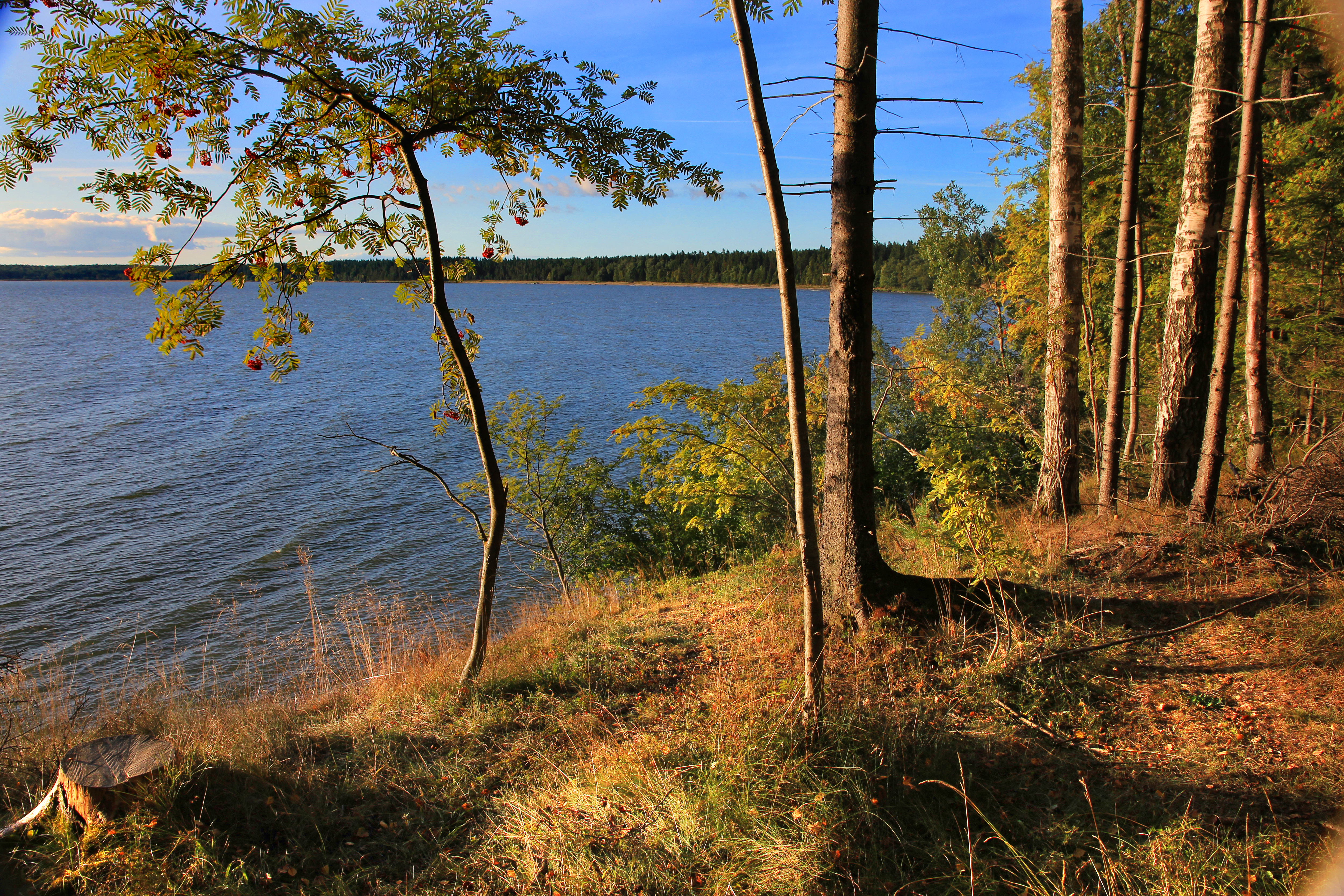
Juminda neem

Juminda poolsaar (Jumindahalvön) är en halvö på Estlands nordkust utmed Finska viken. Den ligger i Kuusalu kommun i Harjumaa, 50 km öster om huvudstaden Tallinn. Den avgränsas i väster av bukten Kolga laht och i öster av viken Hara laht. Dess norra udde benämns Juminda neem och där står en fyr. Juminda är även en by nära den norra udden. Andra byar på halvön är Kolga-Aabla, Kiiu-Aabla, Lessi, Tammistu, Tapurla och Virve.  

### Fotnoter
1. ↑  Juminda Poolsaar hos Geonames.org (cc-by); post uppdaterad 1995-04-25; databasdump nerladdad 2015-09-05